# Station Saint-Quentin-Fallavier
Station Saint-Quentin-Fallavier is een spoorwegstation in de Franse gemeente Saint-Quentin-Fallavier.